# Diesel (entreprise)
‌
Pour les articles homonymes, voir Diesel.
Diesel S.p.A., plus connue sous le nom de Diesel, est une entreprise italienne de fabrication de vêtements pour hommes et pour femmes. Elle possède également une ligne d'habits pour enfants.

## Histoire
La société a été créée par Renzo Rosso et son ancien patron Adriano Goldschmied (fondateur de l'entreprise AG Jeans) en 1978. La marque est nommée ainsi parce que « Diesel » se prononce facilement dans toutes les langues.
Renzo fait l'acquisition complète de la compagnie en 1985. En 1996, il ouvre le premier magasin principal de la chaîne sur Lexington Avenue à New York.
Une grande partie de la production de Diesel est externalisée et les jeans sont principalement fabriqués en Italie. Le siège social de l'entreprise se situe à Breganze, dans la province de Vicence, en Vénétie, dans le nord-est de l'Italie, où l’entreprise dirige dix-sept filiales à travers l'Europe, l'Asie et l'Amérique, et surtout au Maghreb.
La société possède plus de 5 000 points de vente dans le monde, dont 300 boutiques en nom propre (29 en France), et emploie environ 3 000 personnes dans 80 pays. Elle a réalisé 1,5 milliard d'euros de chiffre d'affaires en 2012 dont 80 millions en France (2006). Les deux pays ayant le plus de magasins de la marque sont le Japon avec 75 et l'Italie avec 67 boutiques.
En octobre 2012, Andreas Melbostad devient directeur artistique pour la ligne Diesel Black Gold.

### Nicola Formichetti
Au printemps 2013, Rosso engage Nicola Formichetti, ex-styliste de Lady Gaga  et ancien directeur créatif de Mugler, en tant que tout premier directeur artistique de Diesel. L’annonce est précédée par de nombreux jours de spéculation et est accueillie de manière positive par le monde de la mode et la presse quotidienne. Dans une interview pour V Magazine parue peu de temps après, Rosso explique que les nouvelles responsabilités de Formichetti seront la surveillance « totale » de la marque Diesel, y compris ses produits, sa communication, son marketing et son design d’intérieur.
Le premier projet de Formichetti est de lancer une campagne publicitaire révolutionnaire sur Tumblr par financement participatif. La campagne, appelée #Reboot et shooté par Inez van Lamsweerde et Vinoodh Matadin, photographie des jeunes à la très forte créativité, allant d’artistes du graffiti à des étudiants en cinéma, plutôt que des mannequins classiques, aux formes, tailles, style et personnalités variées.

## Produits

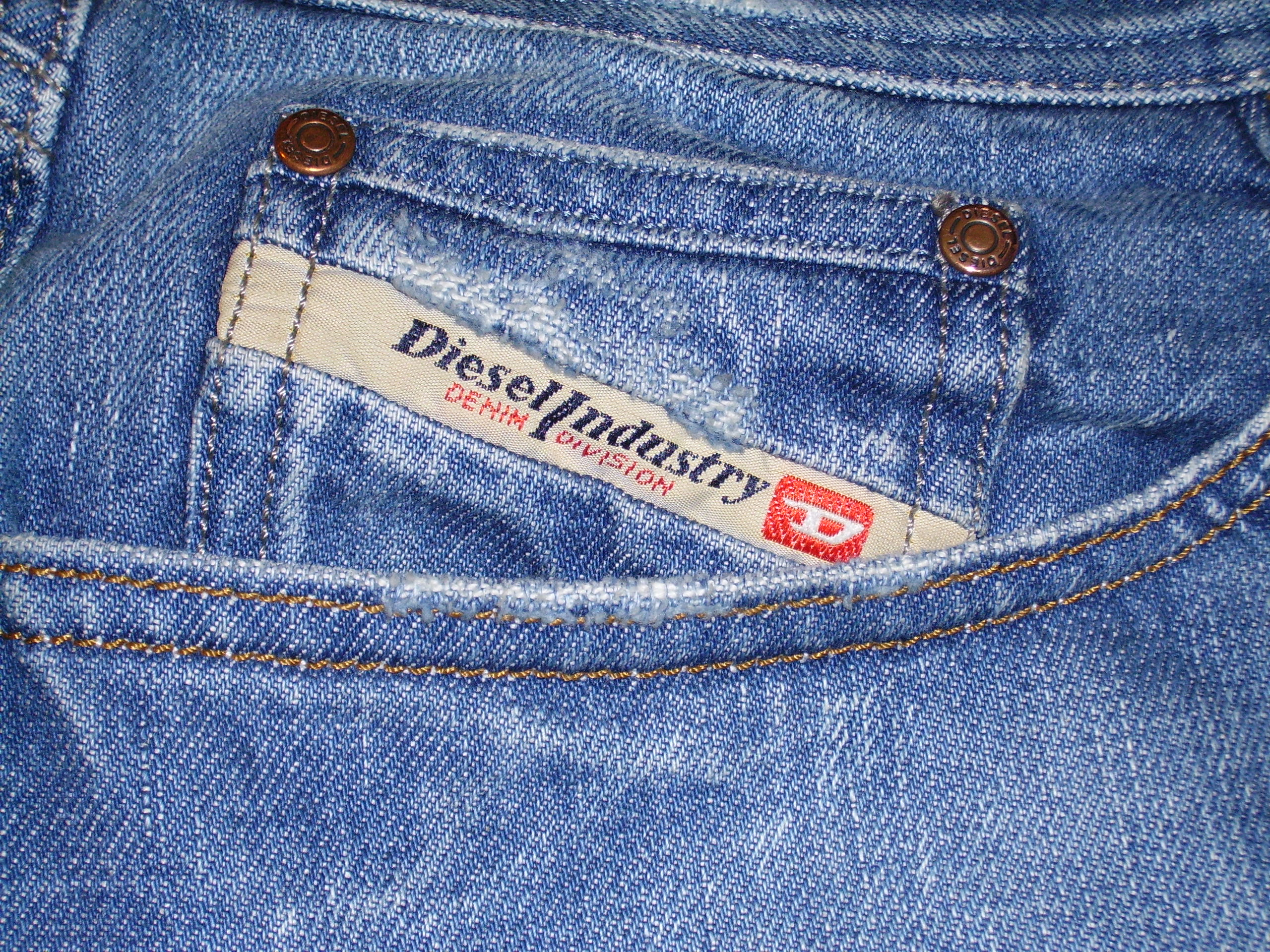
Griffe de la marque cousue sur la poche avant droite du jean.

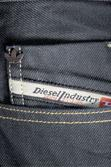
Griffe DIesel et Adidas.

Les jeans réalisent les ventes les plus importantes du groupe puisqu'ils constituent 40 % de son chiffre d'affaires.
Mais depuis les années 2000, Diesel réalise des co-branding ou associations avec des marques et grands groupes de la mode pour réaliser des produits en commun. Dans ce cadre, la licence Diesel est également accordée à d'autres entreprises pour créer chaussures, maroquinerie, bijoux, lunettes, montres (produites par une des marques les plus importantes du marché en matière d'horlogerie, Fossil), depuis quelques années une ligne enfant avec des marques comme Diesel Kids, 55DSL.
Ainsi en 2008, Diesel et Adidas s'associent pour créer des jean's sous le nom « Adidas Originals Denim by Diesel ».
En 2006, Diesel lance, avec le groupe L'Oréal, son parfum Fuel For Life pour homme et femme, puis Only the Brave pour homme et enfin Loverdose pour femme, en 2011.
La production, autrefois réalisée pour la plupart en Italie, est dorénavant délocalisée en Chine au Maroc, et en Tunisie pour le textile, ainsi qu'en Roumanie notamment pour certaines pièces de petite maroquinerie.

## Diesel en France
Diesel France a atteint en 2017 un chiffre d'affaires de 39 932 000 € avec un résultat de 228 500 €.
La société emploie 270 salariés dans ses 21 établissements[réf. souhaitée].

## Marketing

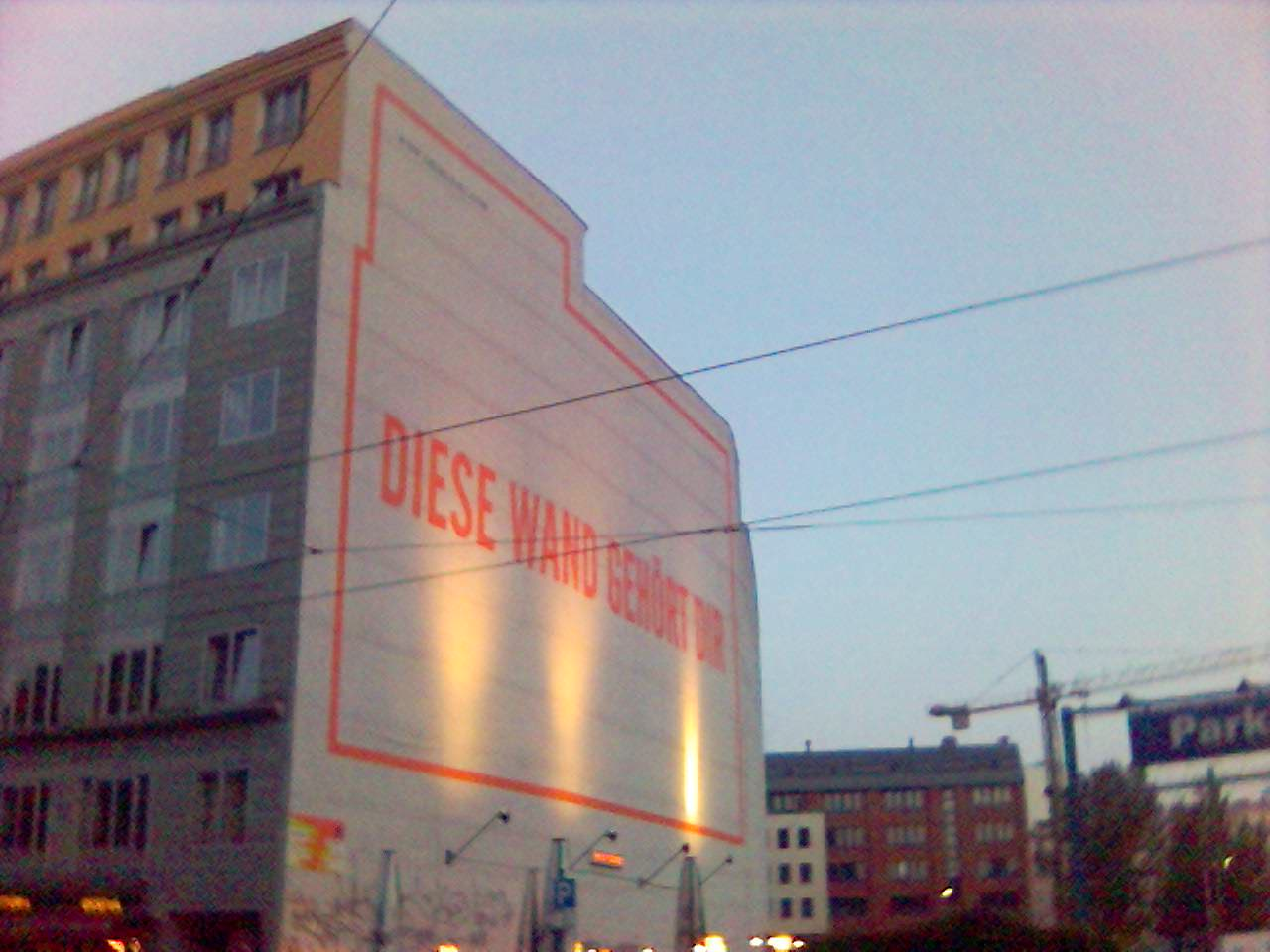
« Diese Wand gehört dir » (« Ce mur t'appartient ») ; la philosophie du Diesel Wall

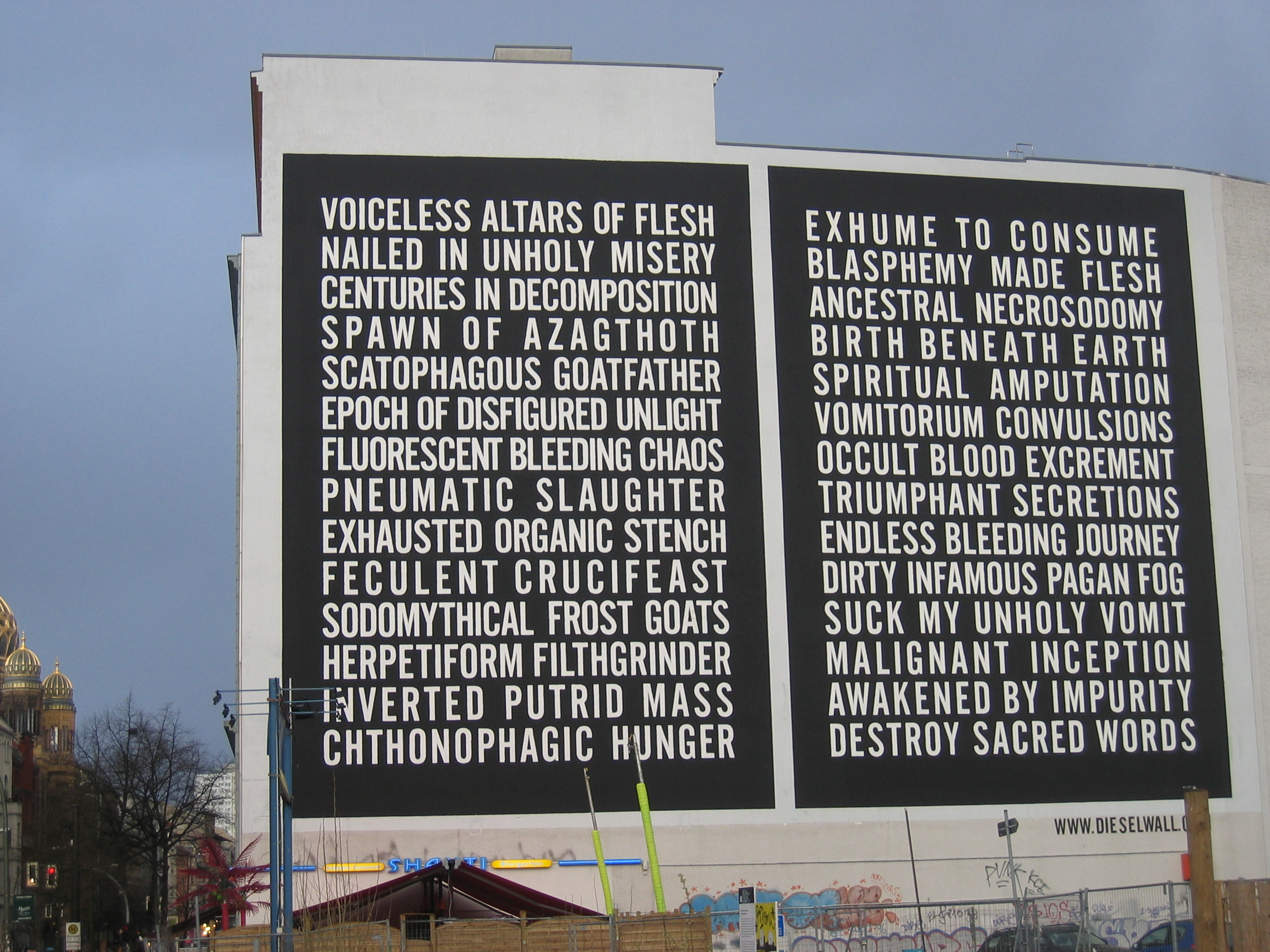
Le Dieselwall à Berlin

En 1991, la société suédoise Paradiset DDB conçoit la première campagne publicitaire pour la marque. Intitulée Comment mener une vie équilibrée, elle conseille de fumer, d'apprendre le maniement des armes et d'augmenter son nombre de rapports sexuels. Très vite, elle crée la polémique[réf. souhaitée] et Diesel fait ainsi beaucoup parler de lui[réf. souhaitée], si bien qu'en 1995, la société réitère sa stratégie avec une nouvelle campagne, Comment devenir un vrai homme, montrant deux marins s'embrassant à pleine bouche dans un port en fête. La presse s'empare immédiatement de l'événement, critiquant abondamment l'audace et l'insolence[réf. souhaitée] de la jeune marque. Diesel reprend les publicités rétros des années 1950 qui promettaient une vie meilleure via la consommation, en les parodiant, d'où la signature ironique For Successful Living (pour une vie remplie de succès).
En 2000, sentant l'arrivée de la télé-réalité, le groupe crée exclusivement pour la France une campagne mettant en scène une pop star fictive faisant la une des pseudo journaux à scandale. Un an plus tard, Diesel marque à nouveau les esprits[réf. souhaitée] avec sa campagne Africa, promue au festival international de la publicité de Cannes, qui présente l'Afrique comme une grande puissance mondiale et les États-Unis comme un pays en voie de développement. Diesel profite de cette reconnaissance internationale[réf. souhaitée] pour changer d'agence, entrant ainsi sous contrat avec l'agence Kesselskramer basée à Amsterdam. Restez jeune est le titre de la nouvelle campagne qui met en scène des centenaires au teint de porcelaine se privant de sexe, buvant leur urine et dormant à toute heure du jour et de la nuit afin de ne pas ressentir les effets de la vieillesse. Puis en 2003, le studio de jeu vidéo Capcom a lui aussi fait la publicité de la marque en habillant Dante et Lucia, les héros de Devil May Cry 2, d'un costume secret Diesel. Highway to Heaven (littéralement « Autoroute vers les cieux »), qui date de l'automne 2006, présentait une multitude d'anges dans des scènes suggestives et provocantes. La campagne suivait un scénario qui imaginait ce qui se passerait si le rock'n'roll avait envahi les portes du paradis. Les photos pour la campagne ont été prises par le photographe Terry Richardson.
Global Warm ready, met en scène des personnages bronzés et souriants dans des paysages urbains transformés par le réchauffement climatique : un jardin tropical au pied de la tour Eiffel, la place Saint-Marc de Venise envahie par les perroquets, New York sous les eaux, etc. Cette campagne a été jugée déplacée et mal venue par le Bureau de vérification de la publicité (BVP) qui a demandé à la marque son retrait immédiat. Diesel a répliqué en déclarant être très fier de cette campagne qui a pour but d'inciter à la réflexion  sur le réchauffement de la planète et va même jusqu'à s'engager écologiquement en promettant de reverser 10 % de ses ventes d'éditions limitées réalisées lors de la Fashion Week[Laquelle ?] à l'association d'Al Gore.
Ces dernières années Diesel s'est particulièrement intéressé au marché de la jeunesse en sponsorisant plusieurs projets artistiques tels que le Diesel-U-Music Contest et le Diesel Wall[pertinence contestée], ou en prenant part à d'autres événements comme l'édition 2006 du Festival du film de Sundance.